# Сновицька сільська рада
| Сновицька сільська рада — колишній орган місцевого самоврядування у Золочівському районі Львівської області з адміністративним центром у с. Сновичі. Історична дата утворення: в 1939 році. Водоймища на території, підпорядкованій даній раді: річка Салець. Сільській раді підпорядковані населені пункти: - с. Сновичі - с. Коропчик |

## Склад ради
Рада складається з 16 депутатів та голови.

### Керівний склад ради
| ПІБ                  | Основні відомості                                                               | Дата обрання | Дата звільнення |
| -------------------- | ------------------------------------------------------------------------------- | ------------ | --------------- |
| Заяць Петро Іванович | Сільський голова, 1968 року народження, освіта, безпартійний                    | 26.03.2006   | 31.10.2010      |
| Заяць Петро Іванович | Сільський голова, 1968 року народження, освіта середня спеціальна, безпартійний | 31.10.2010   |                 |

Примітка: таблиця складена за даними джерела